# Claude P. Bamberger

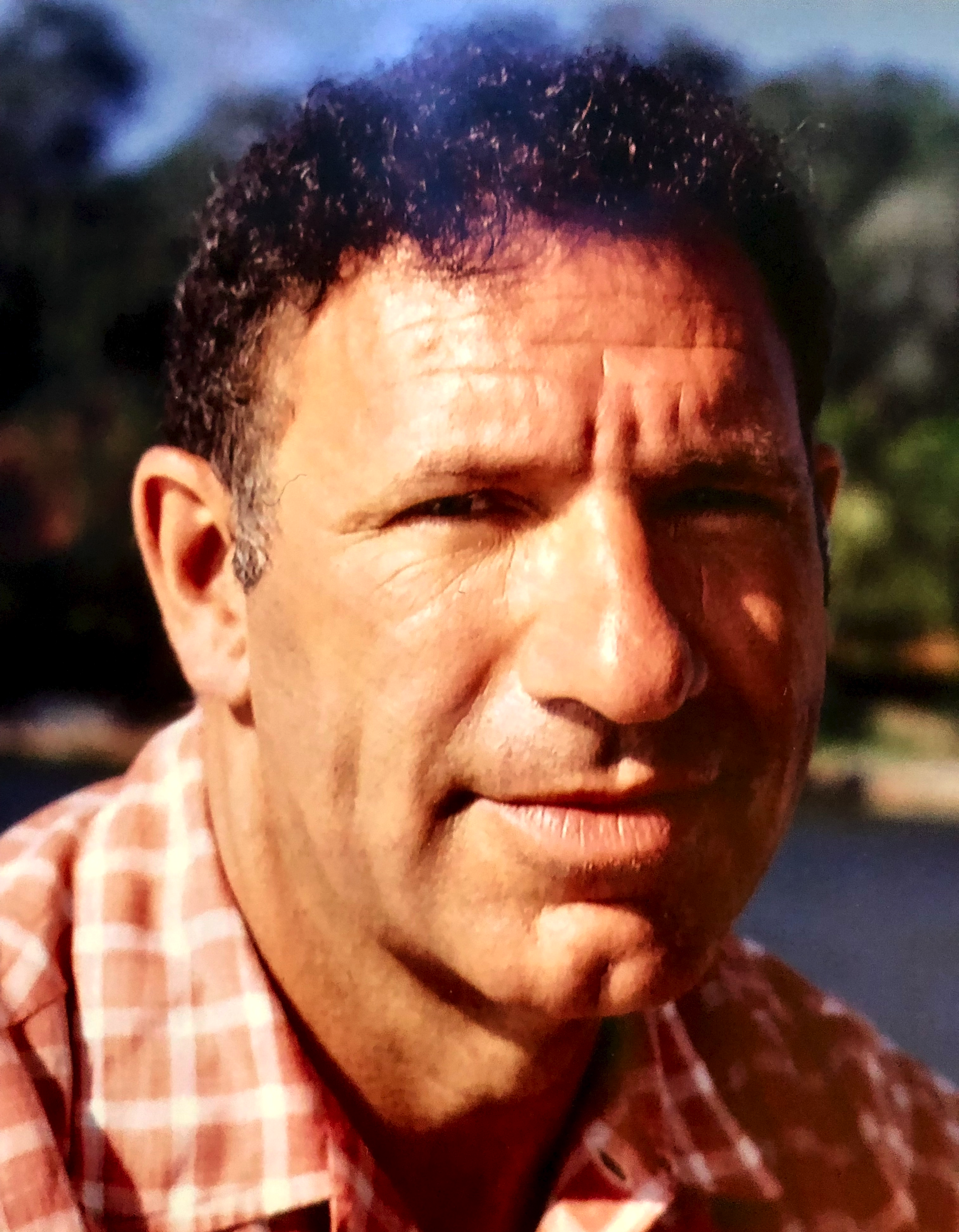
Claude P. Bamberger, 1968

Claude Philip Bamberger (geboren am 23. September 1920 in Bamberg, Oberfranken, Bayern; gestorben am 23. Dezember 2008 in New York City, New York, Vereinigte Staaten), geboren als Klaus Philipp Bamberger, war ein deutsch-amerikanischer Unternehmer, Gründer einer international tätigen Unternehmensgruppe der Kunststoff verarbeitenden Industrie bzw. des Plastik-Recyclings, in der er mehr als ein halbes Jahrhundert wirkte, ein Kunstsammler und ein Autor, der sich u. a. mit seiner oberfränkischen Heimatstadt Lichtenfels, der „Arisierung“ während der Zeit des Nationalsozialismus, Raubkunst und deren Restitution befasste.

## Familie
Klaus Philipp Bamberger war das zweite Kind und der einzige Sohn des im oberfränkischen Lichtenfels ansässigen (jüdischen) Kaufmanns und Unternehmers, Produktdesigners, Kunstsammlers und -mäzens Otto Bamberger und dessen Ehefrau Henriette „Jetta“ Wolff (geboren am 14. Juli 1891 in Hall, gestorben am 30. Oktober 1978 in Louisville, Kentucky, USA). Seine ältere Schwester war Ruth Bamberger (1914–1983), später verheiratet mit dem promovierten Juristen Emil Loewenfeld (1902–1969).
Seine Familie war Mitbesitzerin des namhaften Korbwarenunternehmens D. Bamberger (DBL), eines der größten Handelshäuser in Lichtenfels, das ab Mitte der 1920er Jahre auch importiertes Holzspielzeug und Kunstgewerbe aus Holz über seine Filiale in Coburg vertrieb, darunter Kreationen des Otto Bamberger. Mitgesellschafter waren neben seinem Vater Otto dessen jüngerer Bruder, Klaus’ Onkel Ludwig (1893–1964) und sein Großonkel Fritz Bamberger (1862–1942).
Klaus Bambergers Vater Otto gehörte der SPD an, sein Onkel Ludwig der linksliberalen DDP. Sein Elternhaus, die von 1926/27 bis Dezember 1932 sukzessive nahezu komplett mit Bauhaus-Mobiliar von Erich Dieckmann und Bauhaus-Accessoires (z. B. Leuchten, Vorhänge, Bezugsstoffe, Teppiche) ausgestattete Jugendstil-Villa Sonnenhaus, galt als kultureller Mittelpunkt der Stadt; zahlreiche deutsche und österreichische Künstler, Kunsthistoriker, Literaten und Verleger verkehrten dort bis kurz nach der Machtabtretung an die Nationalsozialisten.
Nach seiner Emigration, die eine sprachliche Anpassung seiner beiden Vornamen Klaus Philipp zu Claude Philip zur Folge hatte, heiratete er im Jahr 1948 die teils irischstämmige Katholikin Kathleen „Kathy“ McCauley (1926–1970). Aus der Ehe gingen zwei Kinder hervor, Claudette Mary (* 1958, verh. Moloney) und Stephan Otto (* 1960). Bettina Dieckmann (später verh. Brandt), eine Tochter des während des Krieges verstorbenen ehemaligen Bauhaus-Kreativen Erich Dieckmann, war 1960 als Au-pair zur Kinderbetreuung bei den Bambergers in den USA beschäftigt.
Nach der ab Mitte der 1960er Jahre erfolgten Trennung von seiner ersten Ehefrau heiratete er nach deren Tod 1970 die chinesischstämmige malaysische Studentin Mo-Li Siow (* 1945), die er 1968 während einer Geschäftsreise im Taiwan-Nationalmuseum in Taipeh kennengelernt hatte. Später setzte seine in Malaysia an einer katholischen Missionsschule erzogene zweite Ehefrau ihr an der Nationalen Universität Malaysia (Universiti Kebangsaan Malaysia) begonnenes Studium in den Vereinigten Staaten an The New School for Social Research in New York City fort, promovierte (Ph.D.) im Jahr 1980 und führte seine Unternehmen und sein Familienarchiv nahtlos weiter.

## Schulzeit in Deutschland und der Schweiz

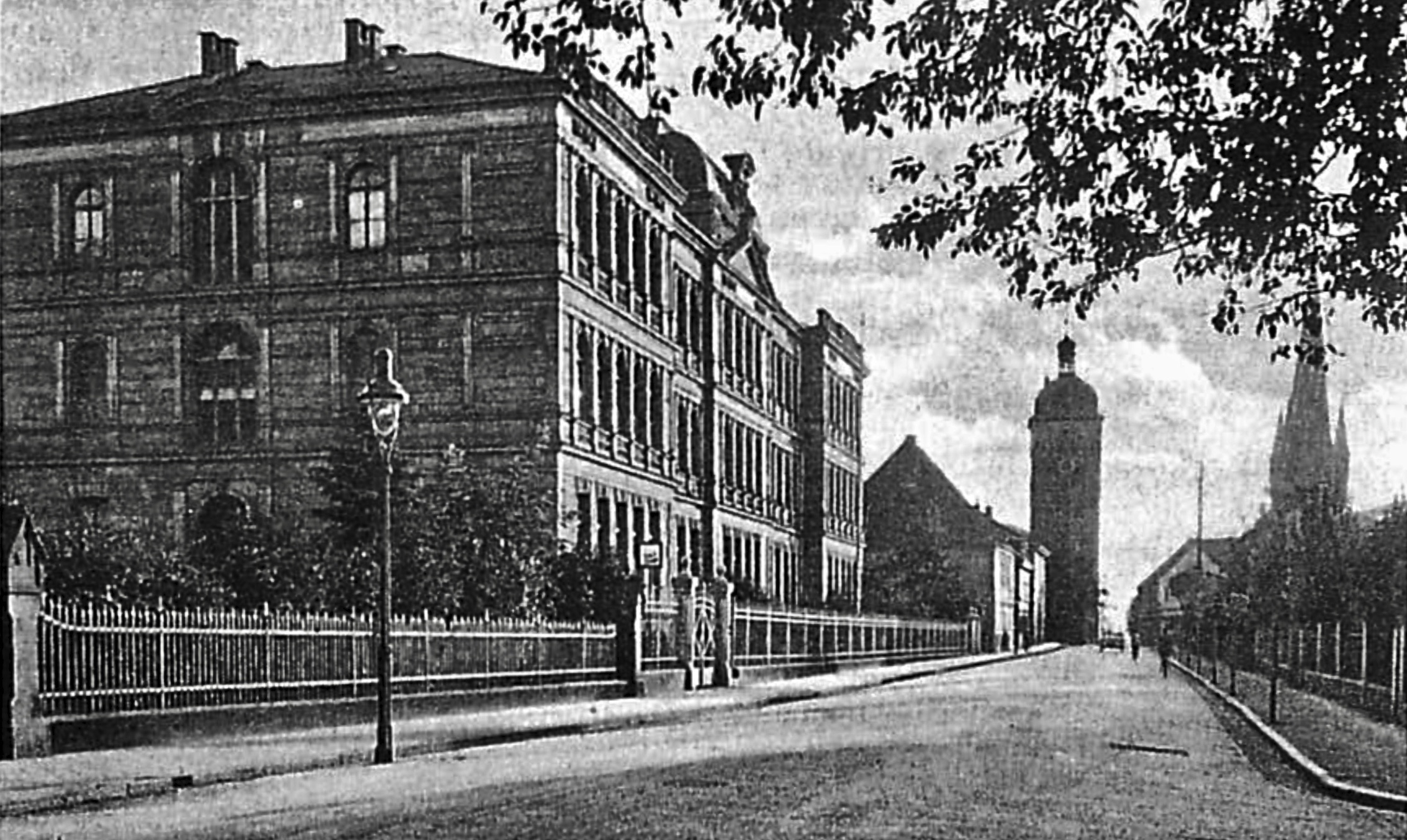
Volksschule Lichtenfels (links), 1920er Jahre

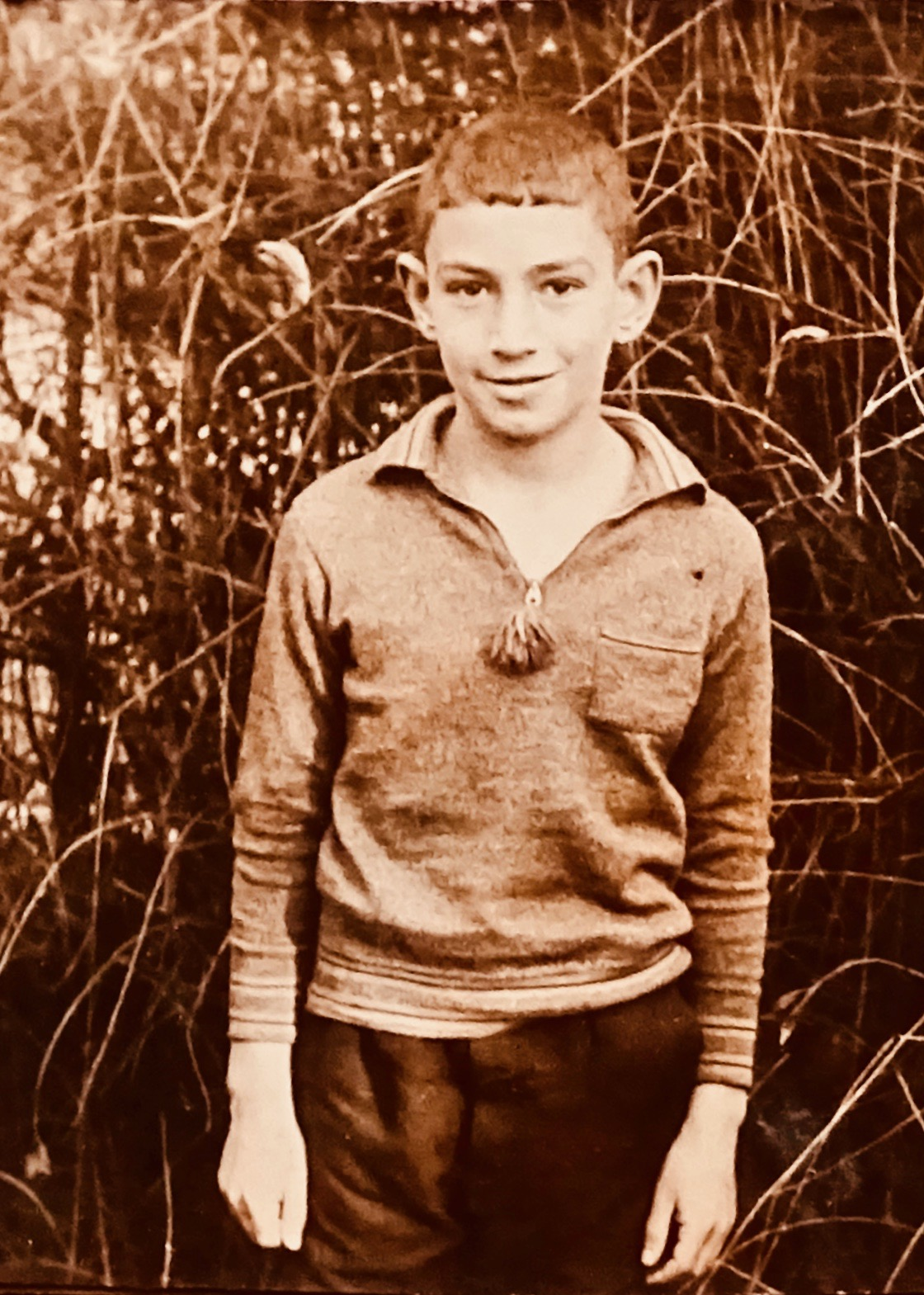
Klaus Bamberger auf dem Areal der Schule am Meer im Loog auf Juist, um 1931

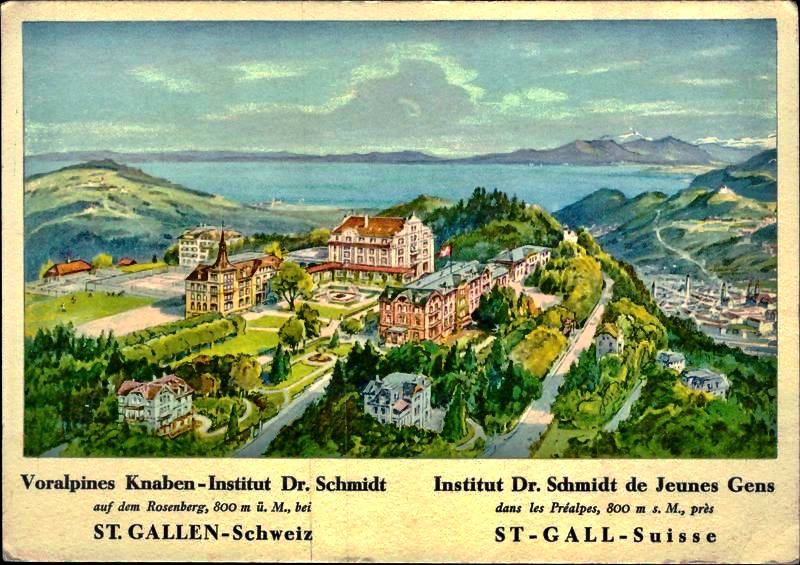
Schüler des Voralpinen Knaben-Instituts Dr. Schmidt (später: Institut auf dem Rosenberg) im schweizerischen St. Gallen war Klaus Bamberger von 1934 bis 1936

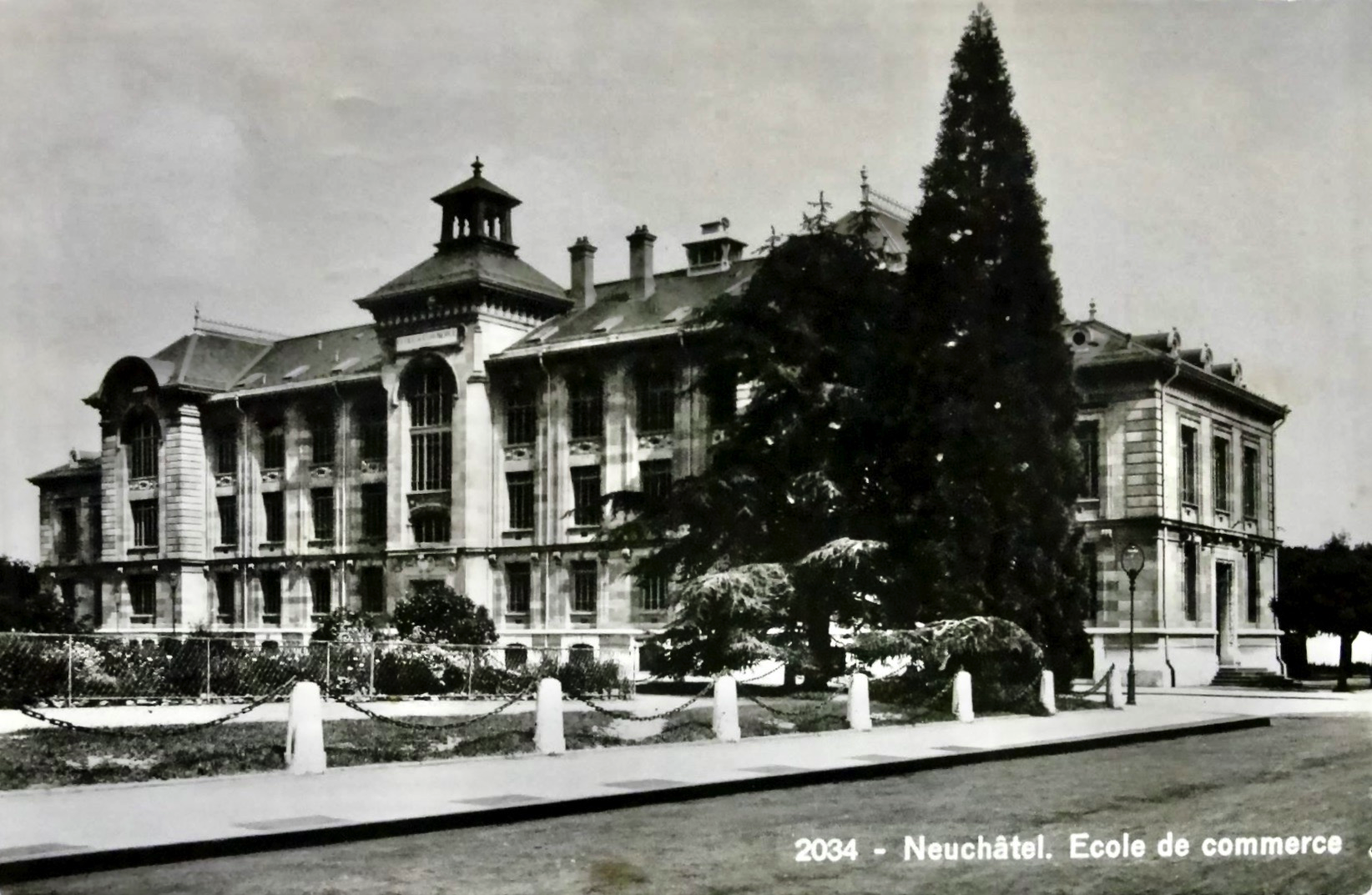
1936–1937 absolvierte Klaus Bamberger die französischsprachige École supérieure de commerce in Neuchâtel

Als Kind war Klaus Bamberger mit der in der Kronacher Straße 11 wohnenden Irmgard Brütting (* 15. Januar 1920; † 5. Januar 2020) befreundet. Klaus besuchte die römisch-katholisch geprägte Volksschule (heute: Dr.-Roßbach-Grundschule) in Lichtenfels und begleitete während seiner Kindheit das Hauspersonal seiner Eltern regelmäßig zu katholischen Messen, sporadisch auch zu evangelischen Gottesdiensten. Seine eigene Familie war agnostisch und linksliberal geprägt, beging Feiertage wie Ostern, Pfingsten und Weihnachten nach deutscher Tradition.
Vom 18. April 1931 bis zum 17. Dezember 1933 war Klaus Bamberger Schüler des von Martin Luserke geleiteten reformpädagogischen Landerziehungsheims Schule am Meer auf der ostfriesischen Nordseeinsel Juist. Dieses Internat besuchte etwa zeitgleich, vom 28. September 1930 bis zum 6. April 1933, auch seine ältere Schwester Ruth. Otto und „Jetta“ Bamberger gehörten als zahlende Mitglieder der als Verein eingetragenen Außengemeinde der Schule am Meer an.
Klaus Bamberger freundete sich dort u. a. mit seiner gleichaltrigen Mitschülerin Maria Becker an, aber auch mit Ruth „Ruthli“ Reiner (1922–1948), einer Tochter des Lehrers Paul Reiner und dessen Ehefrau Anna „Anni“ Sara (1891–1972), geborene Hochschild, mit denen er zeitlebens in Kontakt blieb, auch nach deren Emigration in die Schweiz bzw. in die Vereinigten Staaten.
Als sein Vater Otto Bamberger als Sozialdemokrat und Jude im Frühjahr 1933 durch die SA in so genannte „Schutzhaft“ genommen wurde, kam dieser als gebrochener Mann zurück und starb wenige Monate später 48-jährig. Über dessen Tod wurde der 12-jährige Klaus nicht etwa durch seine Mutter Henriette „Jetta“ informiert, sondern auf deren Bitte durch den Juister Schulleiter Luserke.
Durch den Druck Juister Nationalsozialisten auf die Schule am Meer, der trotz internem Widerstand seitens Schülern und Lehrern zur Gründung einer HJ-Gruppe im Internat führte, wechselte Klaus, um der wachsenden NS-Diskriminierung auszuweichen, im Januar 1934 in das Voralpine Knaben-Institut Dr. Schmidt nach St. Gallen in die Schweiz. Dort traf er auf viele Schüler aus wohlhabenden bis adligen Familien, blieb bis 1936 und entwickelte sich zu einem zeitlebens guten Sportler, mit einer Vorliebe für Outdoor-Aktivitäten wie Radwandern, Schwimmen, Rudern, Paddeln, Segeln, Bergsteigen, Wandern und Skifahren. Abenteuerlust, Entdeckerfreude und eine Portion Draufgängertum waren bei Klaus Bamberger zeitlebens sehr ausgeprägt. In dem erzkonservativ und streng geführten Internat auf dem Rosenberg in St. Gallen musste er sich gegenüber der freien Erziehungsmethodik und Fächerwahl an der koedukativen Schule am Meer stark umstellen, außerdem vermisste er das weibliche Element in der Schülerschaft. Während der Weihnachtsferien 1935/36 verbrachte er mit seiner Mutter und seiner älteren Schwester einen Urlaub in St. Moritz, wo er das Skifahren erlernte und bei einem Wettbewerb gleich eine Medaille im Abfahrtslauf gewann. Zu einem seiner zeitlebens engsten Freunde geriet sein Schweizer Mitschüler Otto Gysler (* 3. Juni 1921 in Winterthur; † 20. Januar 1990 in Le Vaud), der später beruflich in Europa und beiden Amerikas in großem Stil mit Baumwolle handelte.
Nach seinem Internatsaufenthalt in St. Gallen absolvierte Klaus die französischsprachige École supérieure de commerce in Neuchâtel, eine Fachoberschule. Dort wurde er aufgrund seiner deutschen Herkunft von einem Lehrer mit dem früheren Schulabsolventen Rudolf Heß, mittlerweile Stellvertreter Adolf Hitlers in der NSDAP, schulisch verglichen und insofern herabgewürdigt, dass er es im Leben nie so weit bringen werde. Auf sein Betreiben durfte ab Ende 1935 auch sein Hannoveraner Cousin Gerhard Franz Philipp Bamberger (1920–2013) diese Schule besuchen.
Wenn Klaus Bamberger zwischen 1933 und 1937 in den Schulferien in seine oberfränkische Heimatstadt Lichtenfels zurückkehrte, wurde er dort auf der Straße und in Geschäften nicht mehr gegrüßt, als Jude beschimpft und mit Steinen beworfen. Menschen wechselten die Straßenseite, sobald sie ihn erkannten. Selbst enge Freunde teilten ihm mit, nicht mehr mit ihm in Kontakt bleiben zu dürfen, eine große menschliche Enttäuschung.
Er durfte aufgrund seiner jüdischen Abstammung u. v. a. nicht mehr in öffentlichen Freibädern und auch nicht mehr im Main schwimmen. Daran allerdings hielt er sich nicht, wie sich die ihn während der Sommerferien 1935 begleitende ängstliche Maria Becker erinnerte. Nur sehr wenige Lichtenfelser verhielten sich während der NS-Zeit ihm gegenüber weiter freundschaftlich, beispielsweise seine benachbart wohnende Freundin Hannchen Och, Tochter eines Bauunternehmers, hatten dafür jedoch selbst mit Anfeindungen zu kämpfen. Och wurde wegen ihres Kontakts zu dem jüdischen Schüler Klaus denunziert und aus dem Bund Deutscher Mädel (BDM) geworfen.

## Emigrationsphase

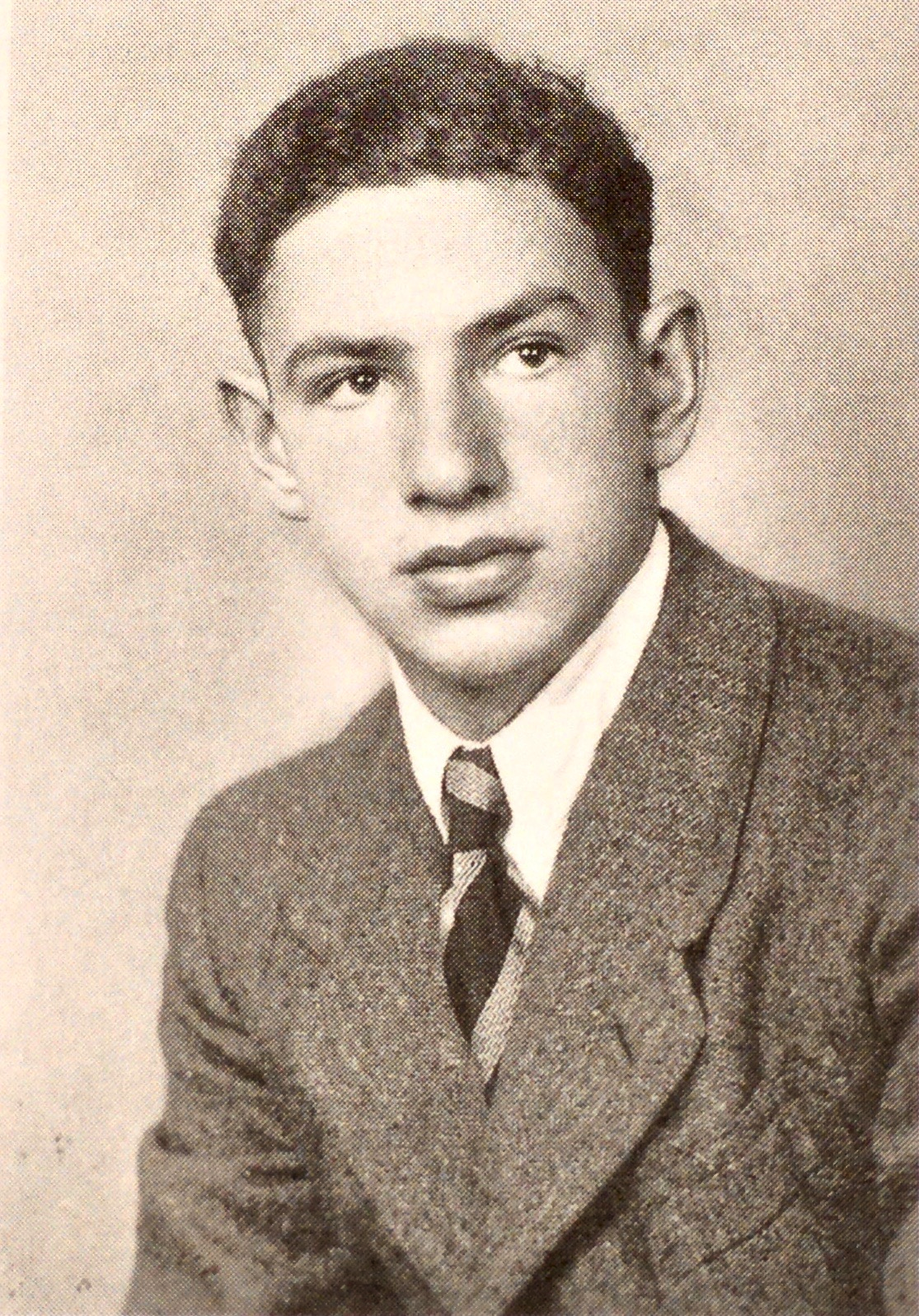
Klaus Bamberger als Schüler in der Schweiz, um 1936

Wenige Tage vor seiner Emigration nahm der minderjährige Klaus sein Visum im US-Konsulat in Stuttgart in Empfang, begleitet von seiner Tante, einer jüngeren Schwester seiner Mutter. Dabei bestand die Angst, der Konsularbeamte könne ihm aus gesundheitlichen Gründen das Visum verweigern. Hintergrund waren deutlich sichtbare Frostbeulen aus dem gerade absolvierten Weihnachts-/Neujahrsurlaub in den Schweizer Alpen, die seine Ohren durch exzessiven Skiabfahrtslauf hatten anschwellen und stark röten lassen. Glücklicherweise kannte seine Tante den Konsularbeamten und erledigte die Abholung des Visums allein, während Klaus abseits warten konnte. Von seiner Mutter am Kai verabschiedet, emigrierte der 17-jährige Klaus Bamberger am 10. Januar 1938 an Bord der S.S. Manhattan von Le Havre über New York City in die Vereinigten Staaten, wo er zunächst bei seinem Anfang der 1880er Jahre ausgewanderten Großonkel Gustav „Gus“ Bamberger (1864–1943) und dessen zweiter Ehefrau Pauline (1876–1957) in Cleveland wohnen konnte.
Dies hatte seine Mutter „Jetta“ (1891–1978) anlässlich eines USA-Besuchs 1937 in die Wege geleitet. Kurz bevor ihr eigener deutscher Reisepass durch das Bezirksamt Lichtenfels (ab 1939: Landratsamt) konfisziert wurde (siehe Verordnung über Reisepässe von Juden), wovor sie der Verwaltungsbeamte Wilhelm Aumer konspirativ nachts in ihrer Villa Sonnenhaus gewarnt hatte, besuchte sie ihren Sohn im September 1938 in Cleveland mit einem vom US-Konsulat in Stuttgart ausgestellten Touristenvisum. Aufgrund der weiteren politischen Entwicklung wurde sie nach dessen wiederholter Verlängerung naturalisiert, ergo eingebürgert.
Mit Aumers Validierung für zwei ausländische Staaten in seinem reichsdeutschen Reisepass, die insofern unzulässig war, als nach geltenden NS-Verordnungen die Validierung nur für ein einziges Land erteilt werden durfte, gelangte Klaus Bamberger nach Frankreich und von dort in die USA.
Klaus Bambergers großherziger Großonkel „Gus“ war Mitbegründer der Bamberger-Newman Knitting Mills Co in Cincinnati, einer Textilfabrik, die später nach Teilhaberwechsel zu Bamberger-Reinthal Knitting Mills umfirmierte und mit rund 120 Angestellten eine Textilfabrik in Cleveland errichten ließ. „Gus“ stellte zwischen 1937 und 1939 Affidavits (beglaubigte Bürgschaftserklärungen) für achtzehn Familienangehörige seiner deutschen (Groß-)Neffen aus, darunter Klaus Bamberger, damit diese in die USA emigrieren durften, und rettete ihnen damit wohl ihr Leben. Gustavs zweite Ehefrau Pauline, die als charakterliches Gegenteil ihres Mannes geschildert wird und Klaus gar nicht gut behandelte, veranlasste ihn, seinen deutschen Vornamen Klaus in „Claude“ zu ändern.
Freunde seiner Familie blieben auch nach der Emigration mit ihm in Kontakt, so beispielsweise das Kunsthistoriker-Ehepaar Justus und Senta Bier (1900–1978), geborene Dietzel.

## Highschool und College in den USA

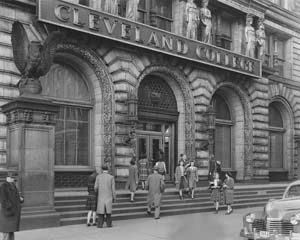
Cleveland College der Western Reserve University

In der Folge besuchte er zunächst eine Highschool in Cleveland, um insbesondere seine Englischkenntnisse zu perfektionieren, später in Abendkursen das Cleveland College der Western Reserve University, um seine Bildung insgesamt zu erweitern. Dass er diese Zeit auf sich selbst angewiesen habe meistern können, führte Claude Bamberger auf die Erziehung zu eigenverantwortlichem selbständigen Handeln in der Schule am Meer zurück.

## Arbeitsbedingungen in der Weltwirtschaftskrise
Claude Bamberger arbeitete während der Weltwirtschaftskrise zunächst als Zeitungsverteiler, versuchte sich im Zeitungsvertrieb, arbeitete in 7-Tage-Woche als Botenjunge eines Drogeriemarktes (drugstore), als Botenjunge einer Reinigung, als Polierer in einer Messinggießerei, als Hausierer für Reinigungsmittel und Himbeersirup und als floor boy in einer kleinen Hutmanufaktur. Nebenbei knüpfte er in seiner äußerst knapp bemessenen Freizeit immer wieder an das Wandern und Skifahren an und suchte dazu Gelegenheiten.

## Militärdienst

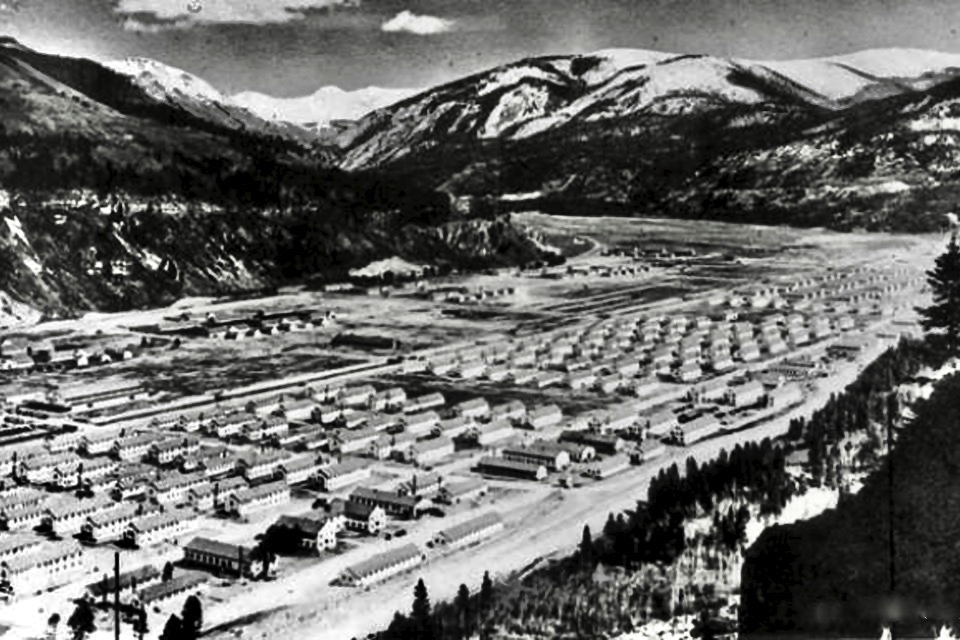
Claude Bamberger wurde 1941 in Camp Hale in Colorado als Ski Trooper (ähnlich Gebirgsjägern) ausgebildet

Nach dem Kriegseintritt der USA meldete er sich 1941 zusammen mit seinem ebenfalls emigrierten Hannoveraner Cousin Gerald Francis (Gerhard Franz Philipp) Bamberger (1920–2013) und weiteren seiner skifahrenden Freunde freiwillig für die Ski Patrol der 10. Gebirgsdivision der US-Armee und wurde dazu im Februar 1942 als Ski Trooper nach Camp Hale in Colorado eingezogen. Im September desselben Jahres wurde er jedoch aus gesundheitlichen Gründen aus dem Armeedienst entlassen, als sich durch die starke Belastung des militärischen Trainings eine Knieverletzung (Patellafraktur) aus einem vorangegangenen schweren Skiunfall erneut bemerkbar machte und operiert werden musste. Die Ausmusterung bewahrte ihn davor, zum Kriegsschauplatz in Europa beordert zu werden.

## Berufliche Entwicklung
Nach seiner Genesung versuchte er Ende der 1940er Jahre Leidenschaft und Beruf miteinander zu verbinden, indem er als Veranstalter und Leiter geführter Skitouren tätig wurde. Damit war er jedoch um Jahre zu früh in einem seinerzeit noch völlig unentwickelten Marktsegment, auf das die Betriebe des Gastgewerbes nicht vorbereitet waren.
Ein Bruder seines verstorbenen Vaters, Anton Bamberger, holte ihn in dessen Kunststoff-Verwertungsunternehmen A. Bamberger Corporation (Markenname Ampacet, 1937) nach New York City, wodurch er in ein für ihn völlig neues Geschäftsfeld eingeführt wurde, das vor allem im Gefolge des Zweiten Weltkrieges auf einen enormen Bedarf und entsprechende Nachfrage stieß.
Nach dessen Tod gründete Claude Bamberger im Jahr 1953 in New York City sein erstes eigenes Unternehmen, die Claude P. Bamberger Incorporated zur Herstellung und für den Vertrieb von Kunststoff- und ab den 1970er Jahren auch Gummi-Formmassen. Das Unternehmen expandierte und zog deshalb mangels geeigneter Werkhallen heraus aus der Metropole auf freie Industrieflächen nach New Jersey, wo es unter Claude Bamberger Molding Compounds Corporation firmierte. In New Jersey gründete er 1960 zusätzlich die Claude P. Bamberger Manufacturing Corporation, 1973 die Claude P. Bamberger International Incorporated, um den stark gestiegenen Export organisatorisch und räumlich auszugliedern.
Als Pionier führte er in der Folge Verbundwerkstoff als Reinigungsmittel für Thermoplaste-Formmaschinen und -Extruder, auf der Basis von Harz mit Additiven, in die Kunststoffindustrie ein. Dieser Werkstoff mit der Markenbezeichnung Bamberko lässt sich zur Entfernung von Farb- und Kohlestoffablagerungen in Formspritzguss-Fertigungsmaschinen nutzen.
Durch Bambergers Verdienst erarbeitete sich die Claude P. Bamberger International Incorporated als eine der ersten dieser Art während der 1960er Jahre einen internationalen Markt in Asien. Das Unternehmen wurde in der Folge eines der weltweit führenden Exportunternehmen für Kunststoffe nach Asien. Aus dem von Bamberger exportierten Material entstanden beispielsweise Trinkwasserleitungen (HDPE) und weltbekannte Erzeugnisse wie der Hula-Hoop-Reifen, der Zauberwürfel oder gummierte Sonnenbrillengestelle.

## Autorenschaft
Mit fortgeschrittenem Alter richtete sich der Fokus des Unternehmers, angeregt durch seinen Verwandten Herbert Loebl, verstärkt auf seine eigene Familiengeschichte und seine fränkische Heimat, in die er ab den 1970er Jahren wiederholt reiste, zu der er forschte, Broschüren und Bücher verfasste. Auf zwei dieser US-Publikationen von 1989 und 1993 basiert eine 2005 in Lichtenfels erschienene deutschsprachige Kurzfassung.
In seinem Anliegen wurde er von dem promovierten Hochschullehrer und Jesuitenpater George C. McCauley S.J. (* 26. Dezember 1930; † 6. September 2010) sowie dem in Bamberg ansässigen Verleger Meinhard Meisenbach (* 31. Mai 1924; † 4. Mai 2019), dem promovierten Mediziner und oberfränkischen Heimatforscher Siegfried Rudolph (* 22. April 1915; † 27. Februar 2004) aus Mitwitz und dem Lichtenfelser Verlagsbuchhändler Hermann Dietrich Schulze (* 1930) unterstützt.
Zu Claude Bambergers Familiengeschichte gehört untrennbar die erlittene „Arisierung“ des in Lichtenfels und Coburg ansässigen Familienunternehmens 1938 und der Villa Sonnenhaus seiner Familie 1939 sowie die am 10. November 1938 von Uniformierten aus dem Rathaus Lichtenfels beschlagnahmten und teils zu Unrecht pauschal als „entartet“ klassifizierten expressionistischen Gemälde, Graphiken, Lithographien und Skulpturen aus der umfänglichen Sammlung seines Vaters Otto. Diese Themenkomplexe, aber auch sein eigener Werdegang mit einer Betrachtung der selbst miterlebten Entwicklung der US-Kunststoffindustrie, dominieren sein publizistisches Werk, in dem er private Aspekte und den Faktor Mensch nie ausließ.
Er blieb zeitlebens mit engsten Verwandten, wie beispielsweise seiner Cousine, der Autorin Suzanne Loebl, in Kontakt, der Tochter seines Onkels Hugo Bamberger.
Mit seiner Schulfreundin, der Theaterregisseurin und Schauspielerin Maria Becker, verbrachten Claude Bamberger und seine zweite Ehefrau Mo-Li gemeinsame Urlaube auf der Insel Nantucket. Aus Anlass seines 80. Geburtstages im Jahr 2000 verfasste Becker den ihm gewidmeten Essay Pieces of Memory in englischer und deutscher Sprache, der u. a. Reminiszenzen an die gemeinsame Zeit in der Schule am Meer enthält.
Claude Bamberger verstarb im Alter von 88 Jahren. Maria Becker verfasste einen Nachruf. Claude Bamberger wurde nicht beigesetzt; stattdessen verstreute seine Witwe Mo-Li die Asche von den Klippen im Allison Park bei Englewood Cliffs in New Jersey mit Blick über den Hudson River. Irmgard Salb (1920–2020), geb. Brütting, Claude Bambergers Freundin aus Kindertagen, hielt anlässlich eines Memorial Service, der am 28. September 2010 mit Einverständnis der mittlerweile darin residierenden Rechtsanwaltskanzlei Goller & Schmauser in der Villa Sonnenhaus abgehalten wurde, eine Trauerrede.

## Schriften
- [Klaus Philipp Bamberger]: Dem Jubelpaar, handschriftliches Poem aus Anlass des 15. Hochzeitstages [24. Dezember] des Otto und der Henriette Bamberger, undatiert [November/Dezember 1928], 4 Seiten inkl. Schmuckdeckblatt, unveröffentlicht
- Klaus Philipp Bamberger: Meine Ferien, Tagebuch, handschriftliche Eintragungen, teils gereimt, mit 3 eingeklebten Fotos, undatiert [eindeutig Sommer 1935], 43 Seiten plus Titelblatt, ohne Seitenzahlangabe, unveröffentlicht
- ders.: Erinnerungen, gewidmet Meiner Mutter zum 46. Geburtstag [14. Juli 1937], Schreibmaschinen-Manuskript, 18 Seiten, Lichtenfels, undatiert [Juni/Juli 1937], unveröffentlicht
- Claude P. Bamberger: Aunt Pauline – Cleveland 1938 (PDF-Datei; 163 kiloByte), Essay, Transkription, 8 Seiten, 1938
- Claude Bamberger: The Life of Claudius. In: Skyline, Quarterly of Cleveland College of Western Reserve University, Vol. XVI, No. 1, November 1942, S. 10–13
- als Claude P. Bamberger: ART – A Biographical Essay. Verlagshaus Meisenbach, Bamberg 1989
- ders.: History of a Family – The Bambergers of Mitwitz and Lichtenfels 1770–1993. Selbstverlag, Tenafly, NJ, USA, 1993 OCLC 174282770
- ders. Breaking the Mold – A Memoir. C. Bamberger Molding Compounds Corp., Carlstadt, NJ, USA, 1996, ISBN 0-9653827-0-2 OCLC 47052684
- als Klaus Bamberger: Aus der Geschichte der Familie Bamberger – Kindheitserinnerungen an Lichtenfels (= Kleine CHW-Schriften, Heft 2; Lichtenfelser Hefte zur Heimatgeschichte, Sonderheft 3). Verlag H. O. Schulze, Lichtenfels, 2005, ISBN 978-3-8773-5177-2 OCLC 62273699
- als Claude P. Bamberger, mit George McCauley S.J.: Celebrating Friends, 2012 (posthum), auf: claudefriends.com

## Weblink
- Website Claude P. Bamberger & George McCauley S.J.: Celebrating Friends (2012)